# Contea di Yanbian
La contea di Yanbian (盐边县S, Yánbiān XiànP) è una contea della Cina, situata nella provincia di Sichuan e amministrata dalla prefettura di Panzhihua.